# Jacinda Vidrio
Jacinda Vidrio (Cenerentola) è un personaggio della serie televisiva statunitense C'era una volta, interpretato da Dania Ramírez.

## Storia

### Settima stagione
Mentre Cenerentola va al ballo per vendicarsi del principe che crede abbia ucciso suo padre, incontra Henry Mills e ruba la sua motocicletta.  La matrigna uccide il principe prima che Ella ne abbia la possibilità, ma la incolpa per il crimine, mandandola in fuga, ed Henry la aiuta a combattere le guardie. Henry ed Ella scappano insieme e vengono raggiunti dalla madre di Henry, Regina, e dalla versione del Regno dei Desideri di Uncino. Henry ed Ella alla fine si sposano e hanno una figlia di nome Lucy, ma all'ottavo compleanno di Lucy viene lanciata una maledizione che li porta a Hyperion Heights.
Ella è ora Jacinda Vidrio, un'assistente di fast food che sta combattendo contro la sua matrigna Victoria Belfrey per la custodia di Lucy. Henry torna ad Hyperion Heights dove lui e Jacinda si innamorano di nuovo. Le complicazioni sorgono per colpa del padre di Lucy, Nick e della sorellastra di Jacinda, Ivy. Lucy in seguito scopre che se la maledizione si fosse spezzata, Henry sarebbe morto, così impedisce a Jacinda e Henry di scambiarsi il Bacio del Vero Amore. Alla fine, il cuore di Henry viene guardato e la maledizione spezzata, e Jacinda si riunisce con Henry a Storybrooke dove tutti i regni della storia vengono fusi.

## Accoglienza
Il personaggio di Jacinda e l’interpretazione di Dania Ramirez hanno ricevuto reazioni contrastanti da parte della critica.
Matt Webb Mitovich ha notato che "la principessa guerriera scatenata si è dimostrata imprevedibile", anche se ha criticato il suo arco narrativo della custodia di Lucy e i suoi scontri con Ivy. Inoltre, Mitovich ha descritto la relazione tra Jacinda e Henry nel mondo delle fiabe come "estremamente affascinante", ma ha notato che ci sono "poche prove di un'effettiva chimica" tra le loro versioni di Hyperion Heights.
Mark A. Silba ha reagito negativamente all’interpretazione di Dania Ramirez, descrivendola come una "scelta audace e progressista" ma che "la Ramirez la rende quasi antipatica”. Ha concluso dicendo che “il tentativo è comunque nobile".